# Kroksjön (Torps socken, Medelpad)
Kroksjön är en sjö i Ånge kommun i Medelpad och ingår i Ljungans huvudavrinningsområde. Sjön har en area på 0,222 kvadratkilometer och ligger 248,7 meter över havet.

## Delavrinningsområde
Kroksjön ingår i det delavrinningsområde (695208-152677) som SMHI kallar för Mynnar i Holmsjön. Medelhöjden är 254 meter över havet och ytan är 11,94 kvadratkilometer. Det finns inga avrinningsområden uppströms utan avrinningsområdet är högsta punkten. Sandsjöbäcken som avvattnar avrinningsområdet har biflödesordning 3, vilket innebär att vattnet flödar genom totalt 3 vattendrag innan det når havet efter 106 kilometer. Avrinningsområdet består mestadels av skog (83 procent). Avrinningsområdet har 0,96 kvadratkilometer vattenytor vilket ger det en sjöprocent på 8 procent.